# Đồng(I) bromide
Đồng(I) bromide là hợp chất vô cơ với công thức hóa học CuBr. Chất rắn nghịch từ này có cấu trúc polyme giống như kẽm(II) sulfide. Hợp chất này được sử dụng rộng rãi trong quá trình tổng hợp các hợp chất hữu cơ và laser đồng bromide.

## Tính chất và cấu trúc
Đồng(I) bromide là hợp chất không màu, mặc dù các mẫu thường có màu do sự có mặt của các tạp chất đồng(II). Ion đồng(I) cũng bị oxy hóa dễ dàng trong không khí. Nó thường được điều chế bằng cách cho muối đồng(II) tác dụng với sunfit và xúc tác bởi bromide. Ví dụ, việc cho đồng(II) bromide với sunfit tạo ra đồng(I) bromide và hydro bromide:
2CuBr2 + H2O + SO32− → 2CuBr + SO42− + 2HBr
CuBr không hòa tan trong hầu hết các dung môi do cấu trúc polyme của nó, có bốn liên kết, các tứ diện Cu có liên kết với nhau bởi bromide (cấu trúc ZnS). Khi tác dụng với các base Lewis, CuBr chuyển thành vòng phân tử. Ví dụ với dimetyl sulfide, hỗn hợp không màu được hình thành:
CuBr + S(CH3)2 → CuBr(S(CH3)2)

## Ứng dụng
Trong phản ứng Sandmeyer, CuBr được sử dụng để biến muối điazoni thành các aryl bromide (ArBr) tương ứng:
ArN2+ + CuBr → ArBr + N2 + Cu+
CuBr(CH
3)
2 nói trên được sử dụng rộng rãi để tạo ra các chất thử đồng hữu cơ. Các phức hợp liên quan của CuBr là các chất xúc tác cho quá trình trùng hợp nguyên tử.

## Hợp chất khác
CuBr còn tạo một số hợp chất với NH3, như CuBr·NH3 là tinh thể không màu, 2CuBr·3NH3 là chất rắn màu nâu hay CuBr·3NH3 là chất rắn đen, không ổn định (theo Richards, Merigold), còn theo Lloyd thì đây là chất rắn màu lục có điểm nóng chảy 115 ℃. Chúng đều tồn tại dưới dạng đime.
CuBr còn tạo một số hợp chất với CS(NH2)2, như CuBr·CS(NH2)2·4H2O là tinh thể hình kim màu trắng, CuBr·2CS(NH2)2 là tinh thể không màu, và CuBr·3CS(NH2)2·xH2O (x = 0 hoặc 1). Muối khan không màu, D = 2 g/cm³, monohydrat có D = 1,88 g/cm³.